# Duellstein (Hannover)

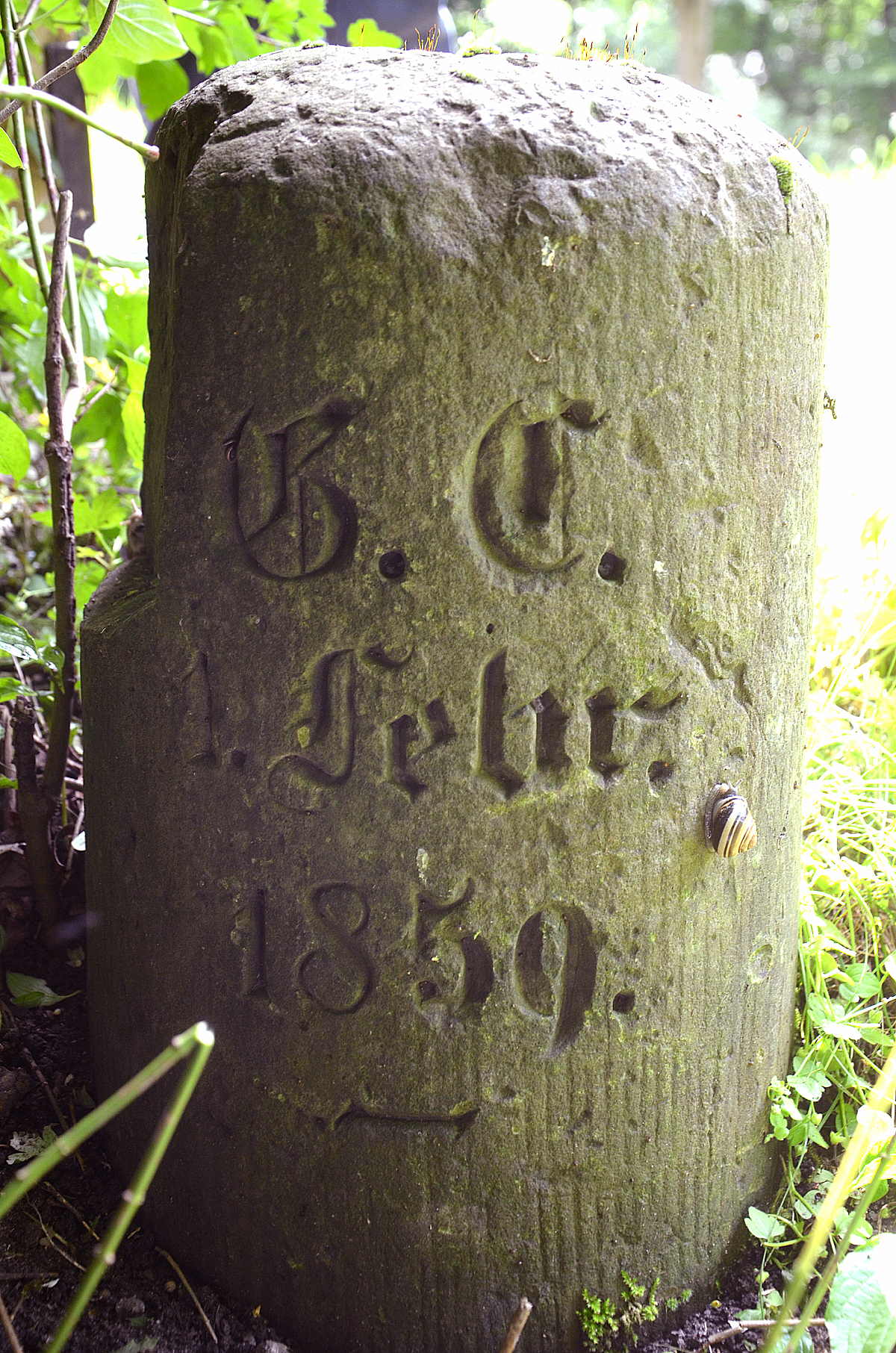
Die Initialen „G C“ erinnern an den am 1. Februar 1859 erschossenen Georg Chüden

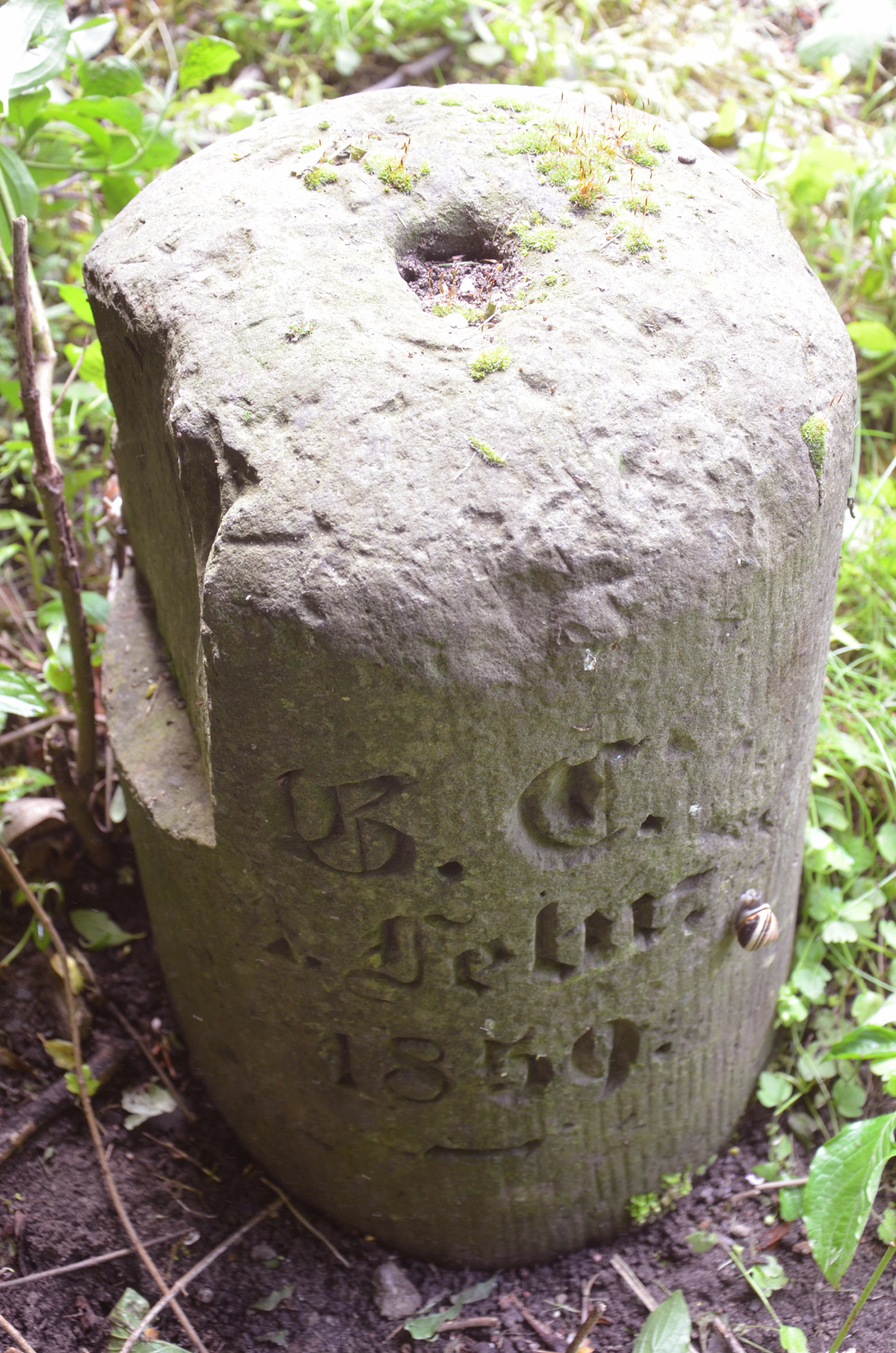
Am Kopfteil des Zylinders findet sich eine Vertiefung sowie ein seitlicher Abschlag

Der Duell-Stein in Hannover, auch Duellstein geschrieben, ist als Gedenkstein für ein zur Zeit des Königreichs Hannover tödlich verlaufenes Duell aufgestellt worden. Der kleine, zylinderförmige Sandstein westlich der Kleestraße im Stadtteil Kleefeld in der Eilenriede findet sich am Fuß des dortigen Rodelberges.

## Geschichte
Der Duellstein erinnert an Georg Chüden (1834–1859), einen Offizier der Marine im Rang eines Königlichen Leutnants zur See. Der Sohn des in Hannover tätigen Gerichtsrates Chüden kam am 1. Februar 1859 bei einem Pistolen-Duell gegen den Leutnant im Königin-Husaren-Regiment in Lüneburg, Georg von Bock zu Wülfingen (* um 1838; † 1863), ums Leben.
Die Ursache für das Duell war ein Streit der beiden Duellanten um eine Tanzpartnerin auf einem Tanzboden in Hildesheim.
Der Duellstein war zunächst „fünf Schritte abseits der Kreuzung des von der Bult in die Eileriede führenden Reitweges mit dem Radfahrweg nach dem Zoologischen Garten“ installiert worden. Er wurde – nachdem er zwischendurch anderweitig gelagert worden war – erst im Jahr 1980 an seinem heutigen Standort zwischen dem Rodelberg und dem Kinderspielplatz in der Eilenriede erneut aufgestellt. Er trägt die Inschrift

„G. C.

1. Febr.

1859“

Da der Duellstein zeitweilig verschwunden schien, erfolgte im Dezember 2015 in einer Sitzung des hannoverschen Stadtrates im Ausschuss für Umweltschutz und Grünflächen eine Anfrage nach dessen Verbleib, die die Leiterin des Grünflächenamtes Karin van Schwartzenberg anschließend dahingehend beantwortete, dass der Duellstein nach wie vor an seiner Stelle verblieb, jedoch in den Sommermonaten zumeist durch Büsche verdeckt würde.